# Izvoru Frumos, Mehedinți
Izvoru Frumos este un sat în comuna Burila Mare din județul Mehedinți, Oltenia, România.